# 1990-es labdarúgó-világbajnokság-selejtező (UEFA – 1. csoport)
Az 1990-es labdarúgó-világbajnokság európai 1. selejtezőcsoportjának mérkőzéseit, és a csoport végeredményét tartalmazó lapja. A csoportban körmérkőzéses, oda-visszavágós rendszerben játszottak egymással a labdarúgó-válogatottak. A selejtezőket 1988. október 19. és 1989. november 15. között rendezték. A csoport győztese automatikus résztvevője lett az 1990-es labdarúgó-világbajnokságnak.
A csoportban Bulgária, Dánia, Görögország és Románia szerepelt.
Románia végzett az első helyen és kijutott az 1990-es világbajnokságra.

## Tabella
| Hely. | Csapat      | M | Gy | D | V | G+ | G– | Gk  | P | Továbbjutás                          |     | Románia | Dánia | Görögország | Bulgária |
| ----- | ----------- | - | -- | - | - | -- | -- | --- | - | ------------------------------------ | --- | ------- | ----- | ----------- | -------- |
| 1.    | Románia     | 6 | 4  | 1 | 1 | 10 | 5  | +5  | 9 | Kijutott az 1990-es világbajnokságra |     | —       | 3–1   | 3–0         | 1–0      |
| 2.    | Dánia       | 6 | 3  | 2 | 1 | 15 | 6  | +9  | 8 |                                      |     | 3–0     | —     | 7–1         | 1–1      |
| 3.    | Görögország | 6 | 1  | 2 | 3 | 3  | 15 | −12 | 4 |                                      | 0–0 | 1–1     | —     | 1–0         |          |
| 4.    | Bulgária    | 6 | 1  | 1 | 4 | 6  | 8  | −2  | 3 |                                      | 1–3 | 0–2     | 4–0   | —           |          |

## Mérkőzések
| 1988. október 19. |

| Görögország     | 1–1         | Dánia       |
| --------------- | ----------- | ----------- |
| Mitrópulosz 41' | Jegyzőkönyv | Povlsen 56' |

| Olimpiai Stadion, Athén Nézőszám: 19,349 Játékvezető: Dušan Krchňák (csehszlovák) |

| 1988. október 19. |

| Bulgária  | 1–3         | Románia                     |
| --------- | ----------- | --------------------------- |
| Kolev 31' | Jegyzőkönyv | Mateuţ 25' Cămătaru 79' 89' |

| Vaszil Levszki Nemzeti Stadion, Szófia Nézőszám: 60,000 Játékvezető: Michał Listkiewicz (lengyel) |

| 1988. november 2. |

| Románia                                  | 3–0         | Görögország |
| ---------------------------------------- | ----------- | ----------- |
| Mateuţ 26' Hagi 40' (11-esből) Sabău 84' | Jegyzőkönyv |             |

| Ghencea, Bukarest Nézőszám: 15,000 Játékvezető: Hubert Forstinger (osztrák) |

| 1988. november 2. |

| Dánia      | 1–1         | Bulgária     |
| ---------- | ----------- | ------------ |
| Elstrup 8' | Jegyzőkönyv | Szadakov 38' |

| Idrætsparken, Koppenhága Nézőszám: 34,600 Játékvezető: George Smith (skót) |

| 1989. április 26. |

| Görögország | 0–0         | Románia |
| ----------- | ----------- | ------- |
|             | Jegyzőkönyv |         |

| Olimpiai Stadion, Athén Nézőszám: 15,000 Játékvezető: Aron Schmidhuber (nyugatnémet) |

| 1989. április 26. |

| Bulgária | 0–2         | Dánia                      |
| -------- | ----------- | -------------------------- |
|          | Jegyzőkönyv | Povlsen 41' B. Laudrup 89' |

| Vaszil Levszki Nemzeti Stadion, Szófia Nézőszám: 37,000 Játékvezető: Alain Delmer (francia) |

| 1989. május 17. |

| Románia     | 1–0         | Bulgária |
| ----------- | ----------- | -------- |
| Popescu 35' | Jegyzőkönyv |          |

| Ghencea, Bukarest Nézőszám: 30,000 Játékvezető: Szergej Huszainov (szovjet) |

| 1989. május 17. |

| Dánia | 7–1         | Görögország   |
| --- | ----------- | ------------- |
| B. Laudrup 25' Bartram 42' K. Nielsen 55' Povlsen 56' Vilfort 74' Andersen 85' M. Laudrup 90' (11-esből) | Jegyzőkönyv | Mavrídisz 40' |

| Idrætsparken, Koppenhága Nézőszám: 38,500 Játékvezető: Keith Hackett (angol) |

| 1989. október 11. |

| Bulgária                                           | 4–0         | Görögország |
| -------------------------------------------------- | ----------- | ----------- |
| Ivanov 72' Bankov 76' Iszkrenov 79' Sztoicskov 88' | Jegyzőkönyv |             |

| Jurij Gagarin Stadion, Várna Nézőszám: 15,000 Játékvezető: Rolf Blattmann (svájci) |

| 1989. október 11. |

| Dánia                                    | 3–0         | Románia |
| ---------------------------------------- | ----------- | ------- |
| K. Nielsen 4' B. Laudrup 26' Povlsen 85' | Jegyzőkönyv |         |

| Idrætsparken, Koppenhága Nézőszám: 45,400 Játékvezető: Claude Bouillet (francia) |

| 1989. november 15. |

| Görögország   | 1–0         | Bulgária |
| ------------- | ----------- | -------- |
| Niópliasz 49' | Jegyzőkönyv |          |

| Olimpiai Stadion, Athén Nézőszám: 1,500 Játékvezető: Zoran Petrović (jugoszláv) |

| 1989. november 15. |

| Románia              | 3–1         | Dánia      |
| -------------------- | ----------- | ---------- |
| Balint 25' Sabău 38' | Jegyzőkönyv | Povlsen 6' |

| Ghencea, Bukarest Nézőszám: 30,000 Játékvezető: Tullio Lanese (olasz) |

## Góllövőlista
| 5 gólos - Flemming Povlsen 3 gólos - Brian Laudrup 2 gólos - Kent Nielsen - Gavril Balint - Rodion Cămătaru - Dorin Mateuţ - Ioan Sabău 1 gólos - Kalin Bankov - Bozsidar Iszkrenov - Trifon Ivanov | - Hriszto Kolev - Ajan Szadakov - Hriszto Sztoicskov - Henrik Andersen - Jan Bartram - Lars Elstrup - Michael Laudrup - Kim Vilfort - Kósztasz Mavrídisz - Tászosz Mitrópulosz - Níkosz Niópliasz - Gheorghe Hagi - Gheorghe Popescu |